# Дрво (приповетка)
„Дрво” (енгл. The Tree) је приповетка америчког писца Хауарда Филипса Лавкрафта, написана 1920. и први пут објављена у часопису Tryout у октобру 1921. године. Смештена у античку Грчку, прича прати два вајара који прихватају наруџбу која доводи до ироничних последица.
Лавкрафт је написао „Дрво” на почетку своје каријере, али га је одбацио у писму из 1936. године. Такве приче, рекао је он, „ако се куцају на добром папиру чине одличан папир за полице, али ништа више”. С. Т. Џоши, проучавалац Лавкрафта, изјавио је да иако је прича „можда помало превише јасна... она представља делотворан приказ Лавкрафтове вештине у руковању историјским окружењем”.

## Радња
На падини планине Меналус у Аркадији налази се маслињак који расте око мермерне гробнице и рушевина старе виле. Тамо једно гигантско дрво подсећа на застрашујуће изобличеног човека, а корење дрвета померило је блокове гробнице.
Приповедач објашњава да му је пчелар који живи у суседству испричао причу о дрвету: Два позната вајара, Калос и Мусид, живела су у вили са колонадом, која је у своје време била „блистава”. Обојица су стварали дела која су била надалеко позната и прослављана. Били су одани пријатељи, али различите нарави: Мусид је уживао у ноћном животу, док је Калос више волео тишину маслињака. Прича се да је тамо добијао своје инспирације.
Једног дана, изасланици „Тиранина из Сиракузе” замолили су вајаре да направе статуу Тихеа (грч. „τύχη”, у преводу „срећа; судбина”). Статуа, како им је речено, мора бити „велике величине и лукаве израде”, јер треба да буде „чудо народа и циљ путника”. Најлепша статуа биће подигнута у Тираниновом граду, Сиракузи. Калос и Мусид прихватају наруџбу. Потајно, Тиранин очекује од вајара не само да се такмиче, већ и да сарађују, што ће резултовати статуом која ће бити заиста величанствена.  
Они започињу посао, и иако је Мусид још увек друштвен и активан, почиње да делује мрзовољно — очигледно зато што се Калос разболео. Упркос Калосовом ослабљеном стању, његови посетиоци у њему откривају спокој који је у супротности са Мусидовим ужасавањем. Упркос напорима његових лекара и његовог пријатеља, Калос слаби. Када се чини да је Калосова смрт неминовна, Мусид плаче и обећава да ће му исклесати дивну мермерну гробницу. Калос тражи да му се поред главе закопају гранчице одређених стабала из маслињака. Убрзо потом Калос умире у маслињаку.
Мусид конструише гробницу и закопава маслинове гранчице. Из места где је закопана гранчица невероватном брзином израста у огромно маслиново дрво. Посебно велика грана виси изнад виле и Мусидове статуе.
Три године касније, Мусидов рад на статуи је завршен. Тиранинови заступници стижу, а затим одлазе у град да преноће. Те вечери, олуја почиње да бесни низ планину. Када се Тиранинови људи следећег јутра врате у вилу, налазе је потпуно уништену; велика грана дрвета је пала, а Мусидова статуа је смрскана у непрепознатљиве делове. Самог Мусида нема нигде.
Крај приче подсећа на латински афоризам који претходи тексту: „Fata viam invenient” („судбина ће наћи пут”).